# Agnomen
Agnomen – część starorzymskiego imienia.
Od czasów republiki rzymskie imię składało się zazwyczaj z trzech członów, ale w wyjątkowych przypadkach mogło zostać wzbogacone poprzez dodanie drugiego (obok cognomenu) przydomku. Dodatkowym członem imienia mógł być jednak kolejny praenomen lub cognomen.
Agnomen był przyznawany za wyjątkowe zasługi, otrzymywali go m.in. zwycięscy wodzowie, których Senat w ten sposób honorował. Zwyczajem był tworzenie agnomenu od miejsca zwycięskiej bitwy lub nazwy określającej pokonanego wroga. W odróżnieniu od cognomenu znaczenie agnomenu nigdy nie miało negatywnego wydźwięku.
Przykładem agnomenu jest przydomek Africanus (pol. Afrykański) nadany Publiusowi Corneliusowi Scipio.